# Carta islamica dei diritti delle donne nella moschea
La Carta islamica dei diritti delle donne nella moschea (Islamic Bill of Rights for Women in the Mosque in inglese) è stata redatta dalla scrittrice femminista Asra Nomani e promossa negli Stati Uniti nel 2004 dalle Figlie di Agar (Daughters of Hajar), un gruppo di sette importanti femministe progressiste musulmane.

## Storia
La Carta islamica dei diritti delle donne nella moschea insieme con quella delle donne nella stanza da letto ed i 99 precetti per aprire i cuori, le menti e le porte nel mondo musulmano è stata compilata con l'obiettivo di rendere l'Islam più progressista.
Nomani la scrisse in onore di Agar, la madre ancestrale degli arabi che sopravvisse da sola insieme al figlio Ismaele nel deserto dando origine alla stirpe araba.
(transcripts.cnn.com)
La compilò di ritorno dalla Mecca dove Asra ebbe modo di notare il trattamento egualitario di tutti gli individui che non aveva modo di notare nella sua moschea di Morgantown (Stati Uniti).
(transcripts.cnn.com)

## I diritti
Dieci sono i diritti elencati sulla carta:
1. Le donne hanno il diritto islamico di entrare in una moschea.
2. Le donne hanno il diritto islamico di entrare attraverso la porta principale.
3. Le donne hanno il diritto islamico di vedere ed ascoltare nella muṣallā (il santuario principale).
4. Le donne hanno il diritto islamico di pregare nella muṣallā senza essere separate da barriere, ivi incluso di fronte e mettersi in file promiscue di fedeli.
5. Le donne hanno il diritto islamico di rivolgersi a qualsiasi membro della congregazione.
6. Le donne hanno il diritto islamico di reggere cariche direttive, di guidare la preghiera, come imam e di essere membri di un comitato di direzione e di gestione dei comitati.
7. Le donne hanno il diritto islamico di partecipare pienamente a tutte le attività comunitarie.
8. Le donne hanno il diritto islamico di guidare e partecipare ad incontri, seminari ed altre attività comunitarie senza essere separate da barriere.
9. Le donne hanno il diritto islamico a essere salutate e trattate con cordialità.
10. Le donne hanno il diritto islamico di ricevere un trattamento rispettoso e di essere risparmiate da dicerie e false accuse.»

(Asra Nomani)